# Sinc滤波器
在信号处理领域，理想低通滤波器是指一个全部除去给定带宽之上的信号分量而只保留低频信号的理想电子滤波器。在频域它的形状象一个矩形函数，在时域它的形状象一个Sinc函数。由于理想的低通滤波器（人们熟知的矩形滤波器）有无限的延迟，所以现实世界中的滤波器只能是它的一个近似，但是它仍然在概念演示或者验证中得到了广泛应用，如采样定理以及Whittaker–Shannon插值公式。
从数学的角度来看，所得到的频率响应是矩形函数：
{\displaystyle H(f)=\mathrm {rect} \left({\frac {f}{2B}}\right)}
其中 {\displaystyle B\,} 是一剪切频率（即带宽）（Hz）。这个滤波器的脉冲响应用逆傅立叶变换表示为：
| {\displaystyle h(t)={\mathcal {F}}^{-1}\{H\}(t)} | {\displaystyle =2B\cdot {\frac {\sin(2\pi Bt)}{2\pi Bt}}}                      |
|                                                  | {\displaystyle =2B\cdot \mathrm {sinc} (2B\cdot t)\,}, 归一化的 Sinc函数表示。 |